# Rekze Laboratories
REKZE Laboratories este o companie de cosmetice fondată în 2015 în Regatul Unit al Marii Britanii. Compania dezvoltă și vinde produse de îngrijire a părului. Are birouri în Regatul Unit al Marii Britanii și Statele Unite, iar dezvoltarea produselor are loc în Italia. În 2016 REKZE introduce primele șervețele umede pentru scalp, concepute pentru a stopa căderea  părului și a susține creșterea acestuia. Compania a lansat un șampon, un balsam, niște șervețele umede de curățire a scalpului și un ser pentru scalp.